# محمد تانجا
محمد تانجا (بالفرنسية: Mamadou Tandja)‏ (1938 - 2020)، رئيس النيجر الأسبق. أصبح رئيسًا للنيجر منذ عام 1999. أُطيح بحكمه إثر انقلاب عسكري في يوم 18 فبراير 2010 تزعمه العقيد سالو جيبو.

## روابط خارجية
- محمد تانجا على موقع الموسوعة البريطانية (الإنجليزية)
- محمد تانجا على موقع مونزينجر (الألمانية)
- محمد تانجا على موقع إن إن دي بي (الإنجليزية)